# Trionfo della Castità
Il Trionfo della Castità è un dipinto a olio su tela (73x114 cm) di Lorenzo Lotto, databile al 1530 circa e conservato nella Collezione Rospigliosi Pallavicini di Roma. È firmato nell'angolo inferiore destro "Laurentius Lotus".

## Descrizione e stile
L'opera è un esempio della predilezione di Lotto per le allegorie "parlanti" ricche di soggetti simbolici e allusivi, talvolta dal significato recondito o, diremmo oggi, "enigmistico". Su sfondo scuro una donna vestita, la Castità, scaccia Venere e Cupido. La protagonista ha sul collo un piccolo ermellino, simbolo di purezza, ed ha in mano l'arco spezzato di Eros. 
La Venere, ripresa da un sarcofago oggi nei Musei Vaticani, porta via con sé i simboli della vanità (unguenti, profumi e altro), ed ha un bracciale con la conchiglia, suo simbolo. Vicino le vola una colomba, in ombra, quindi una falsa emanazione divina, mentre Cupido è presso una fiaccola che non fa lume, ma solo fumo, altro simbolo della falsa divinità .
Lo stile del dipinto contrappone parti ben illuminate e definite ad altre dalla pennellata più veloce e sommaria. La luce soffusa e la rapidità del tocco pittorico in alcuni dettagli permettono di datare l'opera al soggiorno veneziano dell'artista.